# Leptothorax
Genre
Leptothorax est un genre de petites fourmis de la sous-famille des Myrmicinae qui comprend une trentaine d'espèces.

## Synonymes
- Doronomyrmex Kutter, 1945
- Mychothorax Ruzsky, 1904

## Répartition
Ce genre se rencontre partout, mais surtout dans la région holarctique.

## Description
Ce genre regroupe des espèces de petites fourmis par la taille (entre 1 et 3 millimètres) de couleur allant du jaunâtre au rougeâtre en passant par le brun.
Leurs fourmilières se trouvent dans la litière forestière, sous des pierres, des branches tombées au sol, des souches, sous les glands, etc. Elles forment des colonies peu nombreuses de quelques dizaines d'individus.

## Quelques espèces
- Leptothorax acervorum (Fabricius, 1793) (= Formica acervorum Fabricius, 1793, espèce type depuis Bingham, 1903).
- Leptothorax ambiguus Emery, 1895
- Leptothorax athabasca A. Buschinger &  A. Schulz 2008
- Leptothorax buschingeri Kutter, 1967
- Leptothorax calderoni Creighton, 1950
- Leptothorax crassipilis Wheeler, 1917
- Leptothorax faberi Buschinger, 1983
- Leptothorax furunculus Wheeler, 1909
- Leptothorax goesswaldi (Kutter, 1967) (Doronomyrmex)
- Leptothorax gredleri Mayr, 1855
- Leptothorax kutteri (Buschinger, 1966) (Doronomyrmex)
- Leptothorax longispinosus Roger, 1863
- Leptothorax manni Wheeler, 1914
- Leptothorax muscorum (Nylander, 1846)
- Leptothorax oceanicus (Kuznetsov-Ugamsky, 1928)
- Leptothorax pacis (Kutter, 1945) (Doronomyrmex)
- Leptothorax palustris Deyrup & Cover, 2004
- Leptothorax paraxenus Heinze & Alloway, 1992
- Leptothorax pergandei Emery, 1895
- Leptothorax pocahontas (Buschinger, 1979) (Doronomyrmex)
- Leptothorax rabaudi Bondroit, 1918
- Leptothorax retractus Francœur, 1986
- Leptothorax scamni Ruzsky, 1905
- Leptothorax sphagnicola Francœur, 1986
- Leptothorax wilsoni Heinze, 1989